# Okręg wyborczy York Outer
Okręg wyborczy York Outer powstał w 2010 roku i wysyła do brytyjskiej Izby Gmin jednego deputowanego. Okręg obejmuje tereny wiejskie wokół miasta York oraz przedmieścia Yorku.

## Miejscowości
W skład okręgu wchodzą: Bishopthorpe, Clifton Without, Copmanthorpe, Dringhouses, Fulford, Haxby, Heworth Without, Heslington, Hull Road (część), Huntington, New Earswick, Osbaldwick, Rawcliffe, Strensall, Wheldrake, Wigginton, Woodthorpe.

## Deputowani do Izby Gmin z okręgu York Outer
- 2010-   Julian Sturdy (Partia Konserwatywna)[3]